# Abyssinier
Abyssinier är en ganska okänd ponnyras som härstammar från Etiopien. Rasen kallas ibland även för Etiopisk ponny men i de områden där de finns använder man det inhemska namnet Gala. I de delar av Afrika där de används säger man att de är små hästar medan ponnyvarianten är ännu mindre. Hästarna har ofta en mustaschliknande behåring på mularna.

## Historia
Det finns inga riktiga uppgifter om varifrån den här rasen härstammar. De har använts i Etiopien och länderna runt omkring i alla tider och föds upp av ägarna som själva avlar genom att låta varandras hästar gå tillsammans. Med tiden fick man ett ganska enhetligt utseende och det är dessa hästar som kallas Gala eller i vår översättning, Abyssinier.
Teorier finns om att rasen är tämjda vildhästar från bergen som nu avlas i fångenskap vilket skulle passa in på rasens primitiva utseende och färger. Under 2008 hittades bland annat en stam med vilda hästar som kallas Kondudohästar, vars härstamning är okänd. Men Abyssiniern är smal, ädel och med en smal hals vilket gör att forskarna tror att ponnyerna en gång i tiden har korsats med Arabiskt fullblod eller även Achaltekeer som förts från Arabiska halvön och Eurasien till Afrika.
Abyssinierponnyer exporterades även till England år 1861, men eftersom man ansåg ponnyn vara alltför ful och skabbig försökte några uppfödare att förbättra rasen, bland annat genom att bevara pälsen hos avkommorna som ansågs vara ett speciellt drag hos hästarna. Håret växer i olika riktningar över kroppen vilket ger ett speciellt mönster i pälsen som annars var ganska kort och sträv. Efter förbättringen av hästarna skeppades de tillbaka till Etiopien där de skulle användas för att bättra på de lokala stammarna.

## Egenskaper
Abyssiniern är en otroligt seg och stark ponny som ändå inte är särskilt kraftig. Den är ganska smal och exteriören påminner om små halvblodshästar. De har ett typiskt österländskt utseende med sin smala byggnad och ädla drag. Dock har många hästar mustaschliknande behåring runt läpparna. Pälsen är ibland väldigt svår att hålla ren då håret växer i olika riktningar över hästens kropp och pälsen är kort och oftast väldigt sträv.
Alla färger är tillåtna och egentligen alla slags utseenden eftersom etiopierna, som använder dem, enbart avlar för att få arbetsponnyer som fraktar varor eller som körhäst. Den vanligaste färgen är ändå bork eller brun. Rasen har en ganska smal hals och ett fint ädelt huvud.